# Quintus Pompeius Sosius Falco
Quintus Pompeius Sos(s)ius Falco (* in Sizilien) war ein römischer Politiker und Senator Ende des 2. Jahrhunderts n. Chr.
Falco stammte aus Sizilien, sein Vater Quintus Pompeius Senecio Sosius Priscus war im Jahr 169 Konsul. Mit seiner Ehefrau Sulpicia Agrippina hatte er einen Sohn, Quintus Pompeius Falco Sosius Priscus, der als Kandidat des Kaisers Caracalla oder Elagabal Quästor war. Falco bekleidete im Jahr 193 das ordentliche Konsulat. Er wurde wegen seines Reichtums von den Prätorianern zum Nachfolger des Kaisers Pertinax ausersehen und hätte die ihm zugedachte Ehre mit dem Tod gebüßt, wenn nicht Pertinax sich selbst für ihn eingesetzt und Falco aufs Land verbannt hätte.